# Heiko Melzer
 Heiko Melzer (* 25. Februar 1976 in Berlin) ist ein deutscher Politiker (CDU). Er ist Mitglied des Abgeordnetenhauses von Berlin und dort Parlamentarischer Geschäftsführer der CDU-Fraktion.

## Leben
Heiko Melzer besuchte von 1982 bis 1988 die Klosterfeld-Grundschule und von 1988 bis 1995 das Kant-Gymnasium. In den Jahren 1996 bis 1998 folgte eine Ausbildung zum Bankkaufmann. Er war anschließend von 1998 bis 2002 als Bankkaufmann tätig und verknüpfte dieses mit einem berufsbegleitenden Studium der Betriebswirtschaft an der Hochschule für Technik und Wirtschaft Berlin, das er 2002 als Diplom-Kaufmann (FH) beendete. Von 2002 bis 2011 war er Vertriebsmitarbeiter bei einem Internet-Dienstleistungsunternehmen. Seit 2011 ist Melzer Parlamentarischer Geschäftsführer der CDU-Fraktion Berlin.

## Politik
Heiko Melzer trat 1996 der CDU bei. Er war ab 1996 aktiv bei der Schüler Union in Spandau und ein Jahr später der stellvertretende Landesvorsitzende der Schüler Union. In den Jahren 1996 bis 1999 war er Vorstandsmitglied der Jungen Union in  Spandau und seit 1999 Vorsitzender der CDU in Spandau West. Ab 2003 übernahm er den Posten des Pressesprechers der CDU Spandau und wurde zwei Jahre später stellvertretender Vorsitzender. Anschließend und seit 2023 ist Heiko Melzer Vorsitzender der CDU Spandau und Vorsitzender des CDU-Ortsverbandes Spandau West, der die Ortsteile Staaken und Falkenhagener Feld umfasst.
Seit Oktober 2006 ist Melzer Mitglied im Abgeordnetenhaus von Berlin. Im Parlament ist er Mitglied im Hauptausschuss und im Vermögensausschuss und dort finanz- und vermögenspolitischer Sprecher der Berliner CDU-Fraktion. Darüber hinaus vertritt er seine Fraktion im Ältestenrat des Abgeordnetenhauses von Berlin. Seit 2011 ist er Parlamentarischer Geschäftsführer der CDU-Fraktion.